# Галиця вічкова
Вічкова галиця (Thomasiniana oculiperda Rubs.) — шкідлива комаха з родини галиць ряду двокрилих. Пошкоджує плодові культури і троянди: абрикоси, айву, аличу, вишні, глід, груші, інжир, кизил, персики, сливи, терен, черемху, черешні, яблуні.

## Опис
Дуже маленька двокрила комаха — комарик з довгими вусиками і ногами. Довжина дорослої комахи 1,2 мм. Личинки спочатку білі, потім темно-червоні, 2-2,5 мм завдовжки. 

## Екологія
Зимують личинки в ґрунті на глибині 2-5 см. Навесні, в травні, заляльковуються, із лялечок виходять дорослі галиці. Самців не виявлено, розмноження відбувається без запліднення. Самки відкладають яйця на окулянти в місцях окуліровки. З яєць виходять личинки, які проточують поздовжні ходи в деревині прищепленої бруньки і викликають її засихання. 
В Україні поширена в Криму — розвивається тут в двох поколіннях. Завдає значних збитків у розсадниках.